# Diablo III
Diablo III è un videogioco di ruolo d'azione sviluppato e pubblicato da Blizzard Entertainment. È stato annunciato il 28 giugno 2008 nel Blizzard's World Wide Invitational a Parigi e lanciato nella mezzanotte del 15 maggio 2012 per Microsoft Windows. Rappresenta il primo titolo della serie con un motore grafico interamente in 3D.
È disponibile anche per Xbox 360, PlayStation 3 dal 3 settembre 2013, e per Xbox One e PlayStation 4 dal 19 agosto 2014 (già con l'espansione Reaper of Souls). Questa versione è stata pubblicata anche per Xbox 360 e PlayStation 3. Nel 2018 è uscita l'edizione Eternal Collection, che include tutti i contenuti aggiuntivi, su Xbox One, PlayStation e su Nintendo Switch. Quest'ultima versione include dei contenuti speciali, basati sulla serie di The Legend of Zelda.
Il 21 agosto 2013 è stata annunciata la prima espansione, Reaper of Souls, uscita su PC il 25 marzo 2014. Il 27 giugno 2017 esce un secondo contenuto a pagamento chiamato Ascesa del Negromante, che include l'omonima classe aggiuntiva.
Il 1º novembre 2019, alla BlizzCon, è stato annunciato il seguito del gioco: Diablo IV. 

## Trama
La storia di Diablo III, ambientata nello stesso "Universo" dei precedenti, comincia nella cittadina di Nuova Tristram, vent'anni dopo l'uccisione del Signore della Distruzione, Baal, il potente demone, fratello di Mephisto e di Diablo. Egli aveva corrotto la Pietra del Mondo, l'antica roccia magica che da millenni rappresentava e garantiva l'ordine sul mondo di Sanctuarium. L'arcangelo Tyrael fu così costretto a frantumarla in mille pezzi, tramite il lancio della sua spada incantata, El'Druin, cambiando definitivamente le sorti del mondo, ma al tempo stesso salvando l'Umanità dall'inesorabile fine che gli si prospettava. Gli eroi che hanno affrontato gli eserciti dell'inferno, e che sono stati abbastanza fortunati da riuscire a sopravvivere, alla fine delle loro imprese sono impazziti: le loro fragili menti umane mai avrebbero potuto comprendere ciò di cui erano stati testimoni, tanto meno potevano accettarlo. La maggior parte della popolazione del mondo di Sanctuarium è tuttora all'oscuro delle loro gesta, e i pochi che avevano visto, una volta salvatisi, hanno tentato di dimenticare i terrificanti ricordi di quei momenti, mentendo anche a loro stessi pur di preservare la propria sanità mentale. Privilegio che però gli stessi eroi non hanno saputo concedersi, in nome della verità: essi ora vivono ai margini del mondo, sull'orlo della follia. Nuovi eroi dunque si apprestano ad affrontare le orde dei restanti Signori del Male e stavolta il loro compito sarà più gravoso che mai.
Atto I (Nuova Tristram):
Deckard Cain e sua nipote adottiva Leah si trovano nella cattedrale di Nuova Tristram, quando una stella cade dal cielo. Leah riesce ad evitare l'impatto, ma il suo vecchio zio sparisce tra le profondità del cratere. L'eroe, incuriosito dalla stella caduta, si reca a Nuova Tristram, scoprendo che l'impatto ha risvegliato orde di non morti. Qui trova Leah che gli chiede aiuto per cercare tracce di suo zio. Dopo una breve ricerca l'eroe trova Deckard nei sotterranei della cattedrale, inseguito dal Re Scheletro. Dopo aver ucciso il Re Scheletro si scopre che la stella caduta è in realtà un uomo, che però non ricorda nulla del suo passato né del motivo per cui è caduto dal cielo: l'unica cosa di cui è certo è che possedeva una spada. Sotto consiglio di Deckard, l'eroe parte alla ricerca dei tre frammenti della spada, affrontando la Congrega della strega Maghda. Una volta recuperato l'ultimo frammento, Maghda rapisce lo straniero e ferisce a morte Deckard, che però riesce a ricomporre la spada nei suoi ultimi istanti di vita. L'eroe si reca quindi nei sotterranei del maniero di Leoric, dove è stato imprigionato lo straniero, e gli consegna la spada, facendogli tornare la memoria. L'identità dello straniero viene quindi rivelata: si tratta dell'Arcangelo Tyrael, divenuto mortale per schierarsi dalla parte degli umani dopo l'ennesimo litigio con l'Arcangelo Imperius.
Atto II (Caldeum):
Dopo la sepoltura di Deckard l'eroe parte assieme a Leah e Tyrael alla volta di Caldeum, città dell'est corrotta dal Signore della Menzogna Belial. Qui uccide Maghda e trova Adria, la madre di Leah, che tutti credevano morta da una ventina di anni. Adria rivela che l'unico modo per sconfiggere Belial è intrappolarlo nella Pietra Nera delle Anime dello stregone Zoltun Kulle. Nonostante il parere contrario di Tyrael, l'eroe recupera i pezzi del corpo di Zoltun Kulle e lascia che Leah lo riporti in vita. Una volta resuscitato, lo stregone scopre con sorpresa che all'interno della Pietra ci sono le anime dei cinque Signori dell'Inferno morti e si rivolta contro l'eroe. Dopo aver ucciso Zoltun Kulle l'eroe recupera la pietra e la usa per catturare l'anima di Belial, che si nascondeva sotto le spoglie dell'imperatore della città.
Atto III (Arreat):
In una visione Leah scopre che Azmodan, Signore del Peccato, nonché l'ultimo dei sette Maligni ancora in vita, ha invaso la zona attorno al cratere di Arreat. L'eroe affronta il suo esercito, distrugge le sue macchine da guerra e uccide infine lo stesso Azmodan, intrappolando la sua anima nella Pietra. A questo punto Adria si rivela essere consorte di Aidan e porta a termine il suo diabolico piano, trasferendo le anime dei sette Maligni dalla Pietra al corpo di Leah. Il corpo della giovane ragazza è quindi il nuovo ricettacolo di Diablo, che diviene così il Primo Maligno e acquisisce i poteri dei sette demoni. Adria fugge, mentre Diablo apre un portale per il Paradiso Celeste.
Atto IV (Paradiso Celeste):
Nel Paradiso Celeste Diablo affronta Imperius, ferendolo gravemente, e si dirige verso l'Arcata di Cristallo, fonte di energia degli Angeli. Imperius incolpa Tyrael e l'eroe per il ritorno di Diablo, e li avverte che se li vedrà ancora in giro per il Paradiso li ucciderà. L'eroe, ignorando il messaggio, prosegue alla ricerca di Diablo e salva gli arcangeli Auriel e Itherael. Dopo aver ucciso vari demoni, raggiunge finalmente Diablo, appena in tempo per vedere Imperius e gli altri Angeli cadere a terra esausti: Diablo ha iniziato a corrompere l'Arcata. L'eroe infine riesce ad avere la meglio sul Primo Maligno dopo una lunga battaglia. Nel filmato finale Diablo, ucciso, cade dal Paradiso e si disintegra in una nuvola di polvere. Tuttavia la Pietra Nera delle Anime cade dal cielo intatta, lasciando il giocatore all'oscuro del luogo in cui finirà. Tyrael nel frattempo dichiara di voler tornare a prendere il suo posto tra i suoi fratelli Arcangeli, ma questa volta sotto spoglie mortali. Visto che nel giorno della sconfitta dei Primi Maligni "giustizia è stata fatta", egli decide di proclamarsi Arcangelo della Saggezza.
Atto V (Cuor della Marca e Pandemonium):
Tyrael trova la Pietra Nera delle Anime e, insieme a dei nuovi Horadrim da lui formati, la nasconde alla vista di angeli e demoni nelle profondità di un vecchio tempio Nefilim. Proprio mentre tutto volge al meglio si fa avanti Malthael, l'ex Arcangelo della Saggezza, ora divenuto l'Angelo della Morte, che uccide tutti gli Horadrim, tranne uno, che viene mandato da Tyrael a chiamare il Nefilim; Malthael ferisce Tyrael e prende la Pietra. Intanto, a Cuor della Marca, cominciano ad apparire i Mietitori, gli angeli fedeli a Malthael, che uccidono ogni persona presente in città. L'eroe, attirato da questi avvenimenti, viene raggiunto dall'Horadrim e insieme rincontrano Tyrael in città, con sé un frammento della Pietra, e che rivela cosa è successo. Per fermare i Mietitori, Tyrael chiede all'eroe di distruggere i due Crogioli d'Anime, globi che assorbono le anime grazie alle Ancelle della Morte. Durante questa missione l'eroe si confronta con dei ribelli, che volevano approfittare della situazione per fare un colpo di stato, e salva la mistica Myriam Jahzia, la quale rivela che colui a capo dell'esercito dei mietitori è Urzael, il braccio destro di Malthael. L'eroe lo rintraccia e lo sconfigge, facendo ritirare i Mietitori. Adesso non resta che trovare Malthael. Tyrael deduce dal mutamento della Pietra Nera delle Anime che Malthael ne sta alterando i poteri per rubare le anime e diventare più forte. La mistica Myriam sa che c'è una persona che sa dove si nasconde, e purtroppo è una loro vecchia conoscenza: la strega Adria, colei che li aveva traditi facendo resuscitare Diablo. La trovano nelle rovine della Palude del Sangue, mentre cerca Malthael all'interno del Pandemonium. L'eroe affronta Adria e infine riesce a sconfiggerla, ma non prima che Adria pronunci le sue ultime parole: Diablo le aveva fatto vedere una visione in cui sarebbe ritornato; e che sarebbe stato proprio il Nefilim a liberarlo. Ritornato a Cuor della Marca l'eroe si fa trasportare da Tyrael nel Paradiso Celeste, l'unico luogo dal quale si può arrivare nel Pandemonium. Nel Paradiso salvano di nuovo gli angeli dai Mietitori, e riescono a convincere Imperius ad aiutarli: a questi, dal canto suo, non importa del destino dell'umanità, ma collabora con loro solo per fermare Malthael e mettere fine alla sua follia. Insieme all'Arcangelo del Valore, l'eroe e Tyrael arrivano all'antica fortezza del Pandemonium. In quel momento Tyrael capisce che Malthael intende usare la Pietra per risucchiare al suo interno tutte le essenze demoniache presenti su Sanctuarium, mettendo fine all'Eterno Conflitto. Grazie ad un ariete d'assedio riescono a penetrare nella fortezza. Ma affrontare Malthael è comunque rischioso: infatti l'Angelo della Morte si trova su un piano di esistenza tra vita e morte, e per fermarlo anche l'eroe deve diventare come lui. In suo aiuto viene lo spirito di un suo vecchio compagno, che riesce a convincere gli altri spiriti a unirsi alla loro causa. Finalmente pronto, l'eroe arriva davanti a Malthael e riesce a metterlo in difficoltà. Messo alle strette, Malthael frantuma la stessa Pietra Nera delle Anime e ne assorbe le energie, diventando ancora più potente. Ma alla fine il Nefilim riesce a sconfiggere la Morte in persona.
Epilogo: in quel momento vengono Imperius e Tyrael che vedono il corpo di Malthael ridursi in polvere. Purtroppo, però, quando Tyrael sa che Malthael ha assorbito la Pietra Nera delle Anime, afferma che con la sua morte lo spirito di Diablo è di nuovo libero - avverando così la visione di Adria. Tuttavia, semmai dovesse tornare, il Signore del Terrore dovrà vedersela con il Nefilim, un mortale che riesce a sconfiggere i campioni del Paradiso e dell'Inferno.

## Modalità di gioco
Diablo III è stato presentato come un gioco di ruolo d'azione simile in vari aspetti ai suoi predecessori, con forti dinamiche hack & slash. Rimarrà quasi intatto lo stile frenetico delle partite tranne per quanto concerne il gioco di squadra a cui sono state apportate alcune modifiche. Diablo III sfrutta un nuovo motore grafico realizzato da Blizzard e il motore fisico Havok che creerà una maggiore interattività con l'ambiente permettendo di distruggere, spostare o lanciare alcuni oggetti per aumentare i danni da infliggere ai nemici. Per poter giocare è necessario collegarsi al servizio Battle.net via Internet, non è possibile effettuare partite offline.
Per ora nel gioco non è ancora stato implementato il Player versus Player o meglio detto PvP, che verrà implementato alla fine del 2012 come annunciato da Jay Wilson ad una conferenza stampa per promuovere il gioco.
È possibile giocare in co-op con altri giocatori online fino a un massimo di quattro per gruppo.
Diablo III è diviso in quattro atti, tutti affrontabili in quattro diverse difficoltà, in ordine crescente: Normale, Incubo, Abisso (una nuova difficoltà introdotta) e Inferno.

### Classi
Ecco la descrizione di tutte e 6 le classi utilizzabili all'interno del gioco. A differenza dei suoi due predecessori, in Diablo III sarà possibile scegliere il sesso del proprio personaggio.
- Barbaro:
 Il classico attaccante ravvicinato che utilizza principalmente armi bianche. Dispone di alti punti vita, è eccellente sia in attacco che in difesa, ma ha uno scarso potere magico. L'energia che determina l'utilizzo di attacchi ad area e delle grida (poteri che potenziano sia il barbaro che i compagni vicini) è la Furia. Tra le abilità che possiede vi sono: Cleave, Ground Stomp, Leap, Seismic Slam, Whirlwind. All'uscita del gioco era l'unica classe ereditata da Diablo 2 e dall'espansione di Diablo[5].
- Sciamano:
Nuova classe aggiunta nella serie Diablo, è una classe molto particolare: è principalmente un mago il cui punto forte è l'evocazione di famigli demoniaci e l'utilizzo di incantesimi in grado di causare pesanti malus ai nemici. Per lanciare incantesimi ed evocare pet utilizza il Mana. Tra le sue abilità ci sono: Firebomb, Horrify, Locust Swarm, Mass Confusion, Soul Harvest, Wall of Zombies.
- Mago[6]: 
Personaggio di carattere magico, debole fisicamente sia dal punto di vista dell'attacco sia da quello della difesa. Compensa questi svantaggi con un potere magico impressionante, in grado di abbattere i nemici più potenti e quindi adatto ad attaccare i nemici dalle retrovie. Utilizza il Potere arcano per i suoi incantesimi e ha tra le sue abilità: Arconte, Disintegrazione, Idra, Teletrasporto, Pioggia Arcana e molte altre.
- Monaco[7]:
 Classe già incontrata nell'espansione del primo Diablo, il monaco è una classe adatta ad attaccare i nemici da vicino, e a potenziarsi e/o curarsi attraverso incantesimi molto basilari. Nelle prime versioni del gioco il monaco aveva poche armi utilizzabili e il combattimento era essenzialmente previsto a mani nude; nelle versioni successive del gioco questa opzione è stata rimossa ed anzi il monaco assieme al barbaro è l'unica classe che può equipaggiare due armi contemporaneamente. Per scatenare i suoi colpi potenziati e le sue aure magiche utilizza lo Spirito.
- Cacciatore di demoni[8]:
 È la quinta e ultima classe, presentata al BlizzCon 2010. È una sorta di ranger che utilizza come arma principale archi, balestre e balestrini utilizzabili anche uno per mano, adatto quindi ad attaccare sulla distanza. Altro suo punto forte è il piazzamento di trappole debilitanti. Per eseguire i suoi attacchi potenziati consuma l'Odio, mentre per piazzare trappole magiche la Disciplina.
- Crociato[9]:
 Nell'espansione Reaper of Souls viene introdotta la classe del Crociato. È il campione della fede e della giustizia e il suo punto di forza è la capacità di sopportare una grossa quantità di danni grazie alla sua armatura. Utilizza come armi principali spade e mazzafrusti a due mani. La risorsa fonte del suo potere e dei suoi attacchi speciali è la Collera. Dal livello 10 può impugnare armi a due mani come se fossero ad una mano e quindi utilizzare anche uno scudo.
- Negromante:
 Introdotto con l'espansione L'ascesa del Negromante, è una classe ereditata da Diablo 2 come il Barbaro. Combattente portato più per gli attacchi a distanza, che evoca terrificanti golem, guerrieri e maghi scheletrici; lancia maledizioni che debilitano i nemici ed assorbe la forza vitale nemica per ripristinare la propria. La risorsa dei suoi attacchi speciali è l'Essenza.

## I livelli
Ciascun personaggio cresce di livello durante il gioco come in altri Action RPG fino a raggiungere il 60º livello (esteso a 70 con l'espansione Reaper of Souls).
A questo livello dispone di tutti gli incantesimi e le abilità previste per la classe e può utilizzare le armi più potenti del gioco.
Dalla versione 2.0.2 il giocatore, raggiunto il livello 70, può guadagnare i cosiddetti livelli di eccellenza (1 punto aggiuntivo da poter applicare per ogni livello acquisito), fino a 10.000, con migliori statistiche e maggiori possibilità di ritrovare oro o oggetti.

## Design
Apparentemente lo stile grafico adottato da Blizzard per il nuovo capitolo della saga sembra essere piuttosto differente da quello usato in passato: i modelli 3D dei personaggi, l'ambiente, gli effetti di luce e gli avversari risultano molto più vari e colorati rispetto allo stile prevalentemente tetro e oscuro di Diablo e Diablo II, risultando in particolare influenzati dallo stile di World of Warcraft.
Brian Morrisroe, art director e principale responsabile del peculiare design di Diablo III, ha lasciato Blizzard per aprire una propria startup al di fuori del business dei videogame. Il fatto, ad ogni modo, non sarebbe collegato alle reazioni negative testé indicate.

## Case d'aste
In Diablo III sono presenti due tipologie di case d'aste per vendere gli oggetti del gioco: una funziona con le monete d'oro (come in World of Warcraft), mentre l'altra utilizza soldi veri. Ogni giocatore può dunque comprare e vendere armi ed equipaggiamento legalmente utilizzando denaro vero. Da notare che la Blizzard non vende alcun oggetto: tutti quelli che si trovano alla casa d'aste sono venduti dai giocatori stessi. La Blizzard impone sulle transazioni una piccola tassa.
Entrambe le case d'aste sono state chiuse in via definitiva il 18 marzo 2014 (a pochi giorni dal lancio della prima espansione "Reaper of Souls") poiché, secondo gli sviluppatori, avrebbe snaturato il concetto e le dinamiche base del gioco stesso.

## Accoglienza
| Testata                    | Giudizio |
| -------------------------- | -------- |
| Edge                       | 9/10     |
| Eurogamer                  | 9/10     |
| Game Informer              | 9/10     |
| IGN                        | 9.5/10   |
| GameSpot                   | 8.5/10   |
| Giochi per il mio computer | 9/10     |
| Multiplayer.it             | 9/10     |
| Spaziogames                | 9.0/10   |

### Critica
Diablo III ha ricevuto recensioni positive da parte della critica, raggiungendo un punteggio di 87.64% e 88/100 sui siti aggregatori di recensioni Gamerankings e Metacritic.
GamesRadar ha apprezzato l'atto iniziale del gioco, e i suoi collegamenti con il passato della serie, affermando: "ci è piaciuto quello che abbiamo visto".
IGN ha accolto positivamente il nuovo sistema di abilità, dichiarando: "Al contrario di Diablo II, durante il quale spesso mi sono pentito di come ho assegnato i punti alle abilità, Diablo III incoraggia la sperimentazione e a scoprire esattamente ciò che funziona per il tuo stile di gioco. Adotta un modo di gran lunga superiore per la gestione delle abilità dei personaggi", e ha elogiato il gameplay in generale, affermando che " i nuovi sistemi adottati rendono realmente molto più godibile l'esperienza di gioco". IGN ha ulteriormente lodato il nuovo gameplay del gioco, in particolare il sistema legato alle rune e al bottino, e la generazione casuale dei livelli, che rende il gioco imprevedibile e divertente. Ha inoltre elogiato l'atmosfera del gioco, e la colonna sonora.
Il sito Rock, Paper, Shotgun, il cui staff non era rimasto pienamente convinto dalla versione di prova, ha invece lodato il gioco vero e proprio, affermando che è molto più diretto rispetto ai suoi predecessori, e adotta un'interfaccia più intuitiva. Tuttavia, ha affermato che l'esperienza di gioco è rovinato a causa di lag nella modalità single-player, causati dalla mancanza di una modalità offline per giocatore singolo. Dopo l'uscita del gioco, ha ribadito la propria riprovazione per l'online obbligatorio, esprimendo quindi un giudizio non pienamente positivo nei confronti del titolo.
Gli utenti hanno espresso critiche riguardo alla possibilità di giocare solo se si è online, e quindi sulla conseguente mancanza di una modalità single-player offline.
Erik Kain, un collaboratore del magazine Forbes, ha dichiarato che l'obbligo di rimanere in linea non è necessario per la modalità single-player, e che Blizzard abusa la sua posizione di "colosso", creando un precedente preoccupante per l'industria del gioco. In risposta alle domande circa la mancanza di una modalità single-player offline, il produttore del gioco, Alex Mayberry, ha dichiarato: "Con StarCraft II era così, con World of Warcraft pure. È un po' 'il modo in cui oggi vanno le cose. Il mondo dei videogiochi è cambiato, e non è più lo stesso che era ai tempi di Diablo II".
Un'altra critica frequentemente mossa riguarda la grafica considerata troppo luminosa e colorata, a differenza dell'atmosfera più tetra e inquietante dei precedenti capitoli. Questo portò migliaia di utenti ad una petizione chiedendo alla Blizzard di cambiarne il design. L'allora produttore Keith Lee rispose alle accuse dicendo che il colore "aiuta ad evidenziare il contrasto" e che il giocatore "esplora ambienti all'aperto, sotterranei e diverse aree differenti".
La rivista italiana di videogiochi per PC Giochi per il mio computer ha accolto molto positivamente il gioco, lodandone la grafica, il gameplay, e la trama. Il sito Multiplayer.it ha apprezzato la vasta quantità di contenuti offerta dal gioco, la componente audio-visiva, le classi di personaggi, e il gameplay in generale, criticando però la trama.
Le versioni console del titolo hanno ottenuto un ottimo successo di critica: la versione PlayStation 4 detiene una media di 91,25% su GameRankings e 90 su Metacritic, mentre la versione per PlayStation 3 ha una media di 86,13% e 86; le versioni per Xbox 360 e Xbox One hanno rispettivamente una media di 87,12% e 87, e di 89.22% e 86.
Il filmato incentrato sulla Pietra Nera dell'Anima, ha ricevuto il premio 'Outstanding Visual Effects in an Animated Commercial or Video Game Trailer' dalla Visual Effects Society.

### Vendite

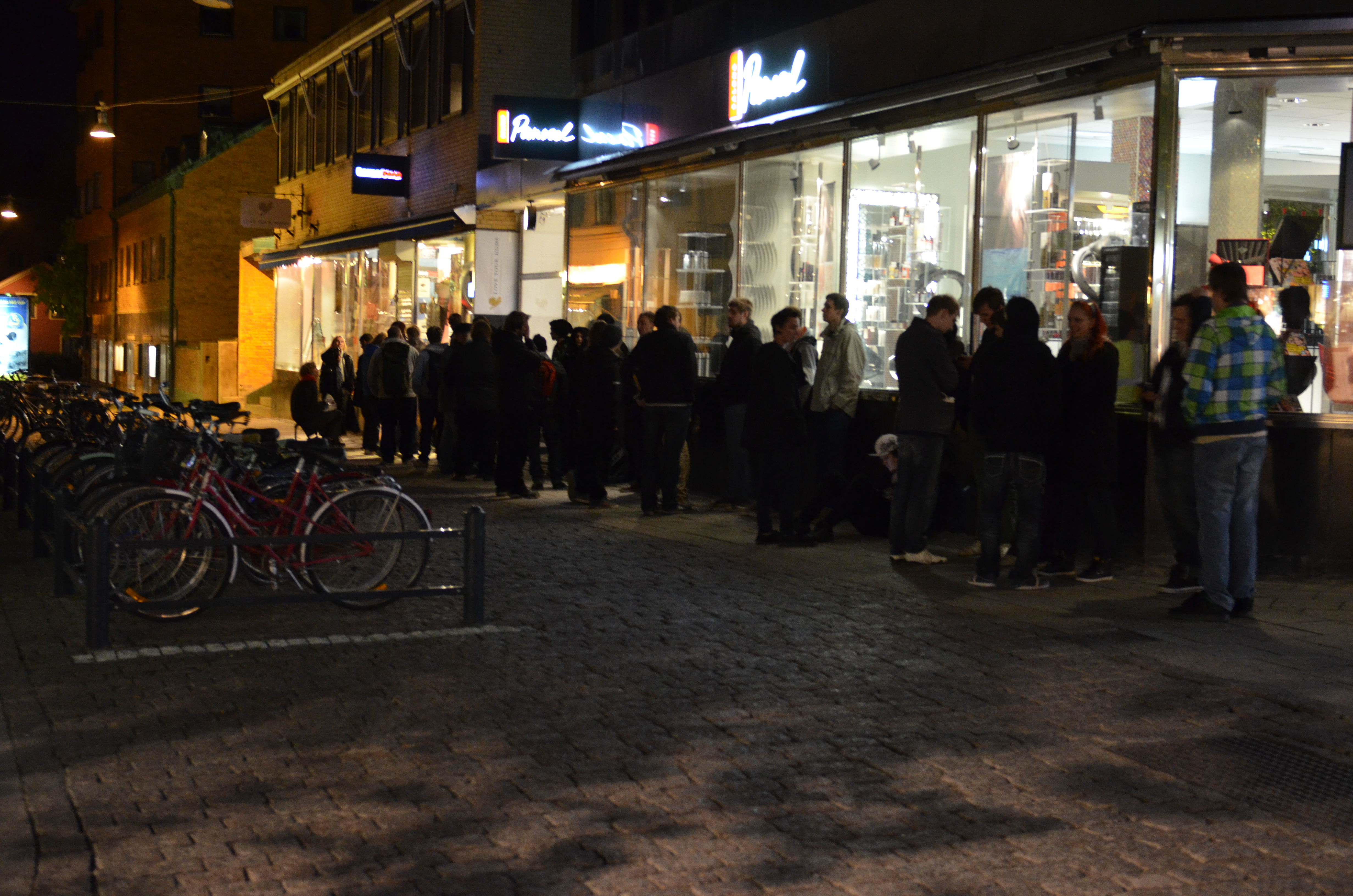
Coda all'esterno di un negozio, in attesa dell'uscita del videogioco, nella notte fra il 14 e il 15 maggio 2012

Prima della sua uscita, Diablo III ha conquistato diversi record di prevendita, diventando il gioco per PC più pre-ordinato su Amazon.com. Oltre 3,5 milioni di copie furono vendute nelle prime 24 ore dopo l'uscita, e oltre 6,3 milioni nella prima settimana, compresi gli 1,2 milioni di persone che lo hanno ottenuto attraverso l'abbonamento annuale a World of Warcraft. Il primo giorno, il gioco aveva già accumulato 4,7 milioni di giocatori in tutto il mondo.
Diablo III rimane il gioco per PC venduto più velocemente fino ad oggi, e anche uno dei videogiochi per PC più venduti della storia. A partire dalla fine del 2012, aveva venduto più di 12 milioni di copie, e a marzo 2013, Blizzard annunciò che Diablo III aveva circa 1 milione di giocatori al giorno. A partire da Maggio 2013, Diablo III è stato giocato da 14,5 milioni di giocatori, secondo le statistiche pubblicate Blizzard. A partire dal febbraio 2014, il gioco aveva venduto 15 milioni di copie su tutte le piattaforme. Al 30 giugno 2014, Diablo III e la relativa espansione, hanno accumulato oltre 20 milioni di copie vendute in tutto il mondo.